# Grosser Göller
Grosser Göller är ett berg i Österrike.   Det ligger i distriktet Lilienfeld och förbundslandet Niederösterreich, i den östra delen av landet, 80 km sydväst om huvudstaden Wien. Toppen på Grosser Göller är 1 328 meter över havet.
Terrängen runt Grosser Göller är huvudsakligen kuperad. Runt Grosser Göller är det ganska glesbefolkat, med 48 invånare per kvadratkilometer.. Närmaste större samhälle är Neuberg an der Mürz, 14,8 km sydost om Grosser Göller. 
I omgivningarna runt Grosser Göller växer i huvudsak blandskog.